# Dmitrij Safronov
Dmitrij Safronov, född 8 oktober 1981, är en rysk friidrottare (långdistanslöpare).